# فيليبي أغيلار
فيليبي أغيلار (بالإسبانية: Felipe Aguilar)‏ هو لاعب غولف تشيلي، ولد في 7 نوفمبر 1974 في فالديفيا في تشيلي.

## وصلات خارجية
- فيليبي أغيلار على موقع رابطة أوروبا للاعبي الغولف المحترفين (الإنجليزية)
- فيليبي أغيلار على موقع التصنيف العالمي الرسمي للغولف (الإنجليزية)
- فيليبي أغيلار على موقع أوليمبيديا (الإنجليزية)